# Quốc kỳ Kyrgyzstan

Cờ của Kirghiz SSR hoặc Kirghizia từ năm 1952 để năm 1991.

Cờ của Kyrgyzstan độc lập trong thời gian 1991-1992 sau khi độc lập khỏi Liên Xô, bị thay thế bằng lá cờ hiện tại

Quốc kỳ  Kyrgyzstan (tiếng Kyrgyz: Кыргыз Республикасынын Мамлекеттик Туусу) được thông qua ngày 3 Tháng 3 năm 1992 bởi Hội đồng Tối cao của Kyrgyzstan. Nó bao gồm một nền màu đỏ với một mặt trời màu vàng ở trung tâm có 40 tia. Nó có tỉ lệ 3:5. Các tia chạy ngược chiều kim đồng hồ. Ở giữa mặt trời là 3 vạch đỏ mỗi đường cắt chéo, một hình vẽ cách điệu đại diện của tündük (tiếng Kyrgyz: түндүк [tyndyk]) hay mái của các lều truyền thống Kyrgyzstan, Nó cũng biểu tượng cho biểu tượng quốc gia và được sử dụng trong nhiều kiến trúc của người Kyrgyz.
Nền đỏ lá cờ tượng trưng cho sự dũng cảm và gan dạ, mặt trời đại diện cho hòa bình và giàu có, hình vẽ tunduk có nghĩa là tổ ấm hay mở rộng ra, vũ trụ. Theo cách diễn giải của một số người, 40 tia của mặt trời đại diện cho 40 bộ lạc người người Kyrgyz  đã đoàn kết chống lại người Mông Cổ trong sử thi anh hùng Manas.

## Lịch sử
Lá cờ được thông qua ngày 3 tháng 3 năm 1992 bởi Hội đồng Tối cao Kyrgyzstan. Màu đỏ và vàng được giữ lại từ lá cờ thời Soviet.

## Cờ các vùng
Mỗi khu vực (oblasty) của Kyrgyzstan có cờ dân sự riêng của mình.

Batken
Bishkek (thành phố độc lập)
Chuy
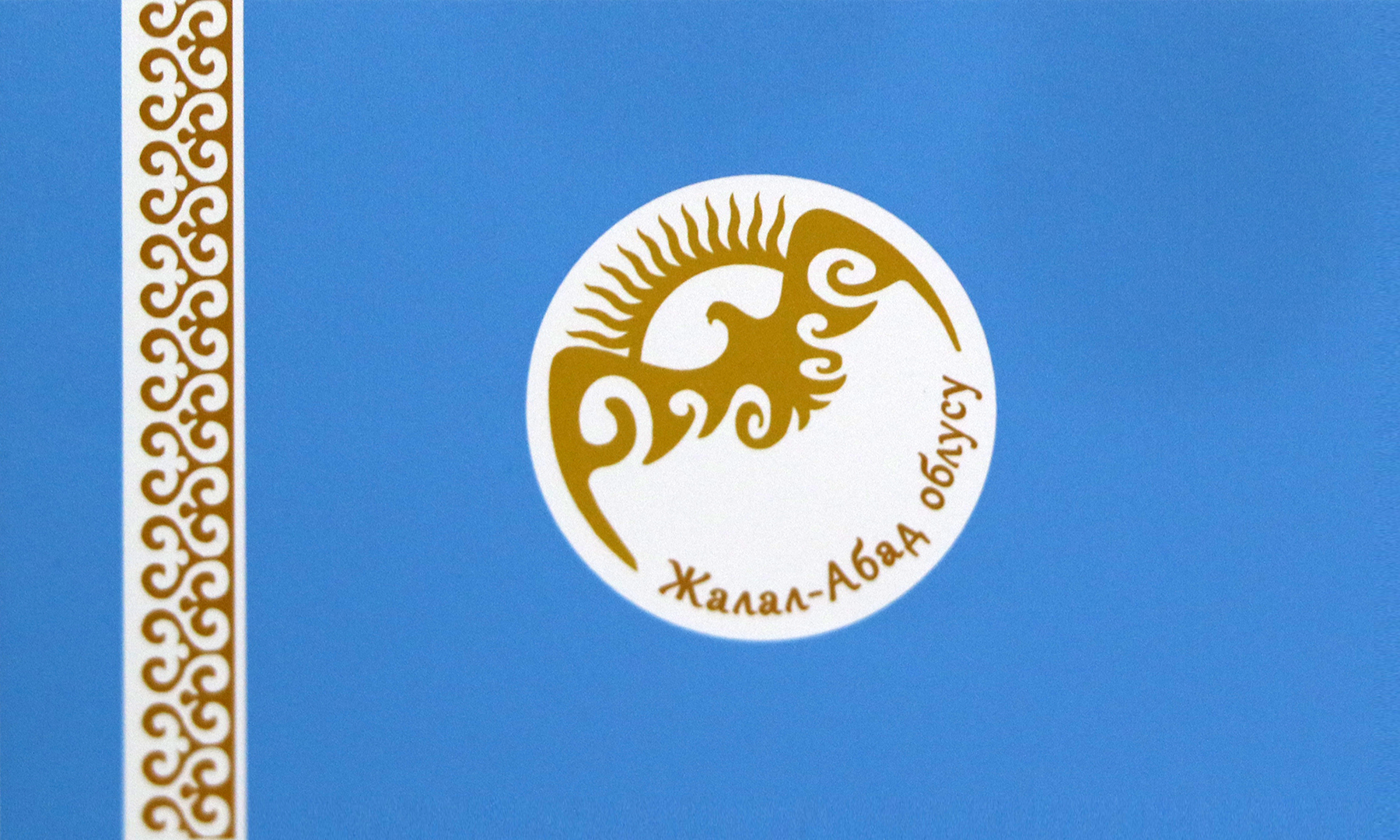
Dzjalal-Dang
Issyk-Kul
Naryn
Osh
Talas